# Pseudosimochromis
Pseudosimochromis es un género de peces de la familia Cichlidae y de la orden de los Perciformes. Es endémico de la cuenca fluvial del lago Tanganika.

## Especies
Actualmente hay cuatro especies reconocidas en este género:
- Pseudosimochromis babaulti (Pellegrin, 1927)
- Pseudosimochromis curvifrons (Poll, 1942)
- Pseudosimochromis margaretae (Axelrod & Harrison, 1978)
- Pseudosimochromis marginatus (Poll, 1956)